# Огбомошо

Розташування міста Огбомошо

Огбомо́шо (англ. Ogbomosho) — місто на південному заході Нігерії, в штаті Ойо.
Населення міста становить 1200 тис. осіб (2005; 591 тис. в 1981, 645 тис. в 1991), переважно народ йоруба.
Місто є вузлом автошляхів.
Великий торговий центр сільськогосподарського району (какао, ямс, маніок, кукурудза, бавовник, пальмова олія, тютюн, велика рогата худоба). Розвинене ремісництво (виробництво тканин).
Місто засноване приблизно в 1600 році.
У грудні 2021 року нинішній Соун, Його Величність Джимох Ойевумі Аджагунгбаде III з Королівського дому Олавусі, був найдовше царюючим Соун в сучасній історії, і помер 12 грудня 2021 року у віці 95 років.
| Нігерія | Це незавершена стаття з географії Нігерії. Ви можете допомогти проєкту, виправивши або дописавши її. |